# Балев, Борис Михайлович
Борис Михайлович Балев (6 августа 1902 — 23 марта 1973) — советский военачальник, контр-адмирал (11 мая 1949), участник боёв на озере Хасан и Великой Отечественной войны.

## Биография
Борис Михайлович Балев родился 6 августа 1902 года в селе Новый Ропск Новоропской волости Новозыбковского уезда Черниговской губернии Российской империи (ныне — Климовский район Брянской области) в русской крестьянской семье. В 1921 году окончил педагогические курсы. В 1924 году вступил в ВКП(б).
26 декабря 1922 года был призван Гомельским городским военкоматом на службу в ВМФ краснофлотцем 2-го Балтийского флотского экипажа. В 1924 году окончил класс радиотелеграфистов Электро-минной школы Управления образования Морских сил Балтийского моря в г. Кронштадт, в июне 1927 году — Военно-морское политическое училище имени Рошаля, после чего был отправлен корабельным курсантом на линкор "Парижская коммуна". С октября 1927 г. ответственный секретарь ВЛКСМ Военно-морского училища им. М.В. Фрунзе. С ноября 1929 по сентябрь 1930 года преподавал в Электроминной школе имени А. С. Попова. С сентября 1930 г. инструктор политотдела Кронштадтской военно-морской базы. С мая 1932 по июль 1936 года проходил обучение на военно-морском факультете Военно-политической академии имени Н. Г. Толмачёва, после чего был назначен военкомом подводной лодки "Л-9" Тихоокеанского флота. С июня 1937 г. начальник отдела культпросветработы политуправления Тихоокеанского флота. Участвовал в боях на озере Хасан в 1938 году. С июля 1939 г. начальник политотдела Владивостокского укрепленного района. С апреля 1940 года занимал должность военного комиссара Владивостокского сектора береговой обороны ТОФ.
Начало Великой Отечественной войны встретил на должности заместителя по политической части командира береговой обороны Главной базы Тихоокеанского флота, в должности которого находился с мая 1941 г. До весны 1942 года продолжал службу на Дальнем Востоке в качестве военного комиссара береговой обороны той же базы.
В марте-апреле 1942 года Балев находился в распоряжении Главного политического управления ВМФ, после чего был направлен на Северный флот. Был начальником организационно-инструкторского отдела Политуправления флота, с июля 1942 г. военный комиссар Северного укреплённого района, а после введение в Вооруженных силах СССР единоначалия и отмены института военных комиссаров в октябре 1942 г. заместителем по политической части Северного оборонительного района. Также в конце 1942 года ему было присвоено звание полковника. Много раз выезжал на передний край обороны, бывал в боевом охранении, организовывал посадку и высадку разведывательных групп. Проводил большую военно-политическую и агитационно-пропагандистскую работу среди личного состава. С июня по июль 1943 года находился в распоряжении Главного политического управления ВМФ. С июля 1943 года возглавлял организационно-инструкторский отдел Политуправления Балтийского флота, участвовал в обороне Ленинграда. С 1 октября 1944 г. начальник политотдела Севастопольской военно-морской базы, которая с 7 октября 1944 г. стала Главной ВМБ Черноморского флота. С февраля 1945 года возглавлял политотдела Крымского морского оборонительного района Черноморского флота. Активно участвовал в мероприятиях по встрече иностранных военных судов, обеспечению охраны Ялтинской конференции.
После окончания войны продолжал службу в Военно-морском флоте СССР. С сентября 1947 г. был начальником Политотдела Главной базы Черноморского флота, с ноября 1947 г. заместителем начальника Политуправления Черноморского флота, а с августа 1948 г. начальником Политуправления 7-го Военно-морского флота. Из аттестации (1949): «Обладает высокими моральными качествами и классовой бдительностью . Имея хорошую марксистско-ленинскую подготовку, систематически работает над дальнейшим повышением своих знаний. Имеемый большой опыт в партийно-политической работе старается передать подчиненным. Аппарат Политуправления сколочен и работает нацеленно и напряженно. С реди работников политуправления проводится организованная систематическая учеба и постоянная воспитательная работа... В работе проявляет инициативу, упорство и настойчивость...». С января по март 1950 года возглавлял Политуправление Военно-морских сил СССР. Впоследствии был откомандирован в ЦК ВКП(б) с оставлением в кадрах флота. В течение трёх лет был заместителем заведующего административным отделом ЦК партии. С мая 1953 г. был заместителем по политической части начальника Управления боевой подготовки Главного штаба Военно-морских сил, с июля 1954 г. замполит Главного управлении судоремонтных заводов ВМФ СССР.
03 июля 1956 года был уволен в запас. Умер 23 марта 1973 года, похоронен на Химкинском кладбище Москвы.

## Воинские звания
Бригадный комиссар
Полковник — 1942
Капитан 1 ранга — 1943
Контр-адмирал — 11.05.1949

## Награды
- Орден Ленина (24 июня 1948 года);
- 2 ордена Красного Знамени (3 ноября 1944 года, 26 февраля 1953 года);
- 2 ордена Отечественной войны 1-й степени (24 июля 1943 года, 26 февраля 1945 года);
- именное оружие (1956);
- Медали «За оборону Ленинграда», «За оборону Советского Заполярья», Медаль "Китайско-Советская дружба" и другие медали.